# Nifurfolina
La nifurfolina è un antibatterico urinario derivato dalla nitrofurantoina e appartenente alla famiglia dei nitrofurani.

## Farmacodinamica
Lo spettro di attività della molecola è ampio. Nifurfolina agisce infatti su Escherichia coli, Proteus, Klebsiella, Enterobacter, stafilococchi ed enterococchi. 
Il meccanismo d'azione antibatterica consiste in un'inibizione del ciclo di Krebs a livello della formazione dell'acetilcoenzima A, dell'acido citrico e dell'acido ossalacetico. 
Questa tripla inibizione comporta una drastica diminuzione della produzione dell'energia necessaria alla moltiplicazione o alla sopravvivenza dei batteri. 
Il farmaco può indurre resistenza, ma molto lentamente.

## Farmacocinetica
Dopo somministrazione per via orale il farmaco viene assorbito rapidamente dal tratto gastrointestinale. L'eliminazione dall'organismo avviene attraverso l'emuntorio renale ove il composto viene eliminato ancora in forma attiva e dove è presente in elevate concentrazioni.

## Usi clinici
Nifurfolina trova indicazione nel trattamento delle infezioni delle vie urinarie, acute o croniche, sostenute da germi sensibili, anche secondarie ad indagini strumentali (ad esempio cateterismo vescicale). È inoltre indicato nelle cistiti, pieliti, cistopieliti, nefriti e pielonefriti, uretriti e prostatiti.

## Dosi terapeutiche
Il farmaco viene somministrato per via orale alle dosi di 100 mg, 3 volte al giorno. La durata standard di trattamento è di 10 giorni. 
In caso di trattamento prolungato (periodi variabili da 1 a 3 mesi) è opportuno ridurre il dosaggio a 50 mg, 3-4 volte al giorno.

## Effetti collaterali e indesiderati
In corso di trattamento si possono verificare disturbi gastrointestinali fra cui nausea e vomito. 
Sono state riportate reazioni di ipersensibilità quali: reazioni allergiche cutanee, orticaria, eruzioni cutanee, piressia.

## Controindicazioni
La nifurfolina è controindicata nei soggetti con ipersensibilità individuale accertata verso il principio attivo oppure uno qualsiasi degli eccipienti della formulazione farmaceutica. È inoltre controindicata nei pazienti affetti da insufficienza renale grave, deficit di glucosio 6-fosfato deidrogenasi e negli ultimi mesi di gravidanza.

## Interazioni
- Chinoloni (ciprofloxacina, levofloxacina, ofloxacina): la terapia di associazione con nifurtoinolo comporta una ridotta attività antibatterica del chinolone (antagonismo noto tra nitrofurani e chinoloni).